# Конференция католических епископов Греции
Конференция католических епископов Греции (лат. Conferenia Episcopalis Graeciae, греч. Ιερά Σύνοδος της Καθολικής Εκκλησίας της Ελλάδος) — коллегиальный орган национального церковно-административного управления Римско-Католической церкви в Греции. Конференция католических епископов Греции объединяет всех епископов и архиепископов латинского обряда и византийского обряда, проживающих на территории страны. Конференция католических епископов Греции осуществляет определённые пастырские функции, направленные для решения литургических, дисциплинарных и иных вопросов, свойственных католической общине Греции.

## История
Конференция католических епископов Греции была учреждена 17 апреля 1967 года.

## Структура
Высшим органом Конференции католических епископов Греции является общее собрание греческих иерархов. Решения конференции утверждаются Римским папой. Между сессиями общего собрания действует генеральный секретариат, состоящий из президента конференции и секретаря.
Конференция католических епископов Греции входит в Совет европейских епископских конференций и имеет своего представителя в Комиссии епископских конференции Европейского Союза.

## Источник
- Annuario Pontificio, Libreria Editrice Vaticana, Città del Vaticano, 2003, стр. 1008, ISBN 88-209-7422-3